# Alper Ulusoy
Alper Ulusoy (5 oktober 1985) is een Turks voetbalscheidsrechter. Hij is in dienst van FIFA en UEFA sinds 2007.
Op 7 juli 2016 debuteerde Ulusoy in Europees verband tijdens een wedstrijd tussen Spartak Myjava en FC Admira Wacker in de voorronde van de UEFA Europa League. De wedstrijd eindigde in 2–3 en Ulusoy gaf vier gele kaarten.
Zijn eerste interland floot hij op 27 januari 2018, toen Zuid-Korea met 1–0 won van Moldavië.

## Interlands
| Datum           | Plaats        | Wedstrijd             | Uitslag | Competitie        | Kreeg geel | Kreeg voor de tweede keer geel en dus rood | Weggestuurd |
| --------------- | ------------- | --------------------- | ------- | ----------------- | ---------- | ------------------------------------------ | ----------- |
| 27 januari 2018 | Aksu, Turkije | Zuid-Korea – Moldavië | 1 – 0   | Vriendschappelijk | 0          | 0                                          | 0           |
| 30 januari 2018 | Aksu, Turkije | Zuid-Korea – Jamaica  | 2 – 2   | Vriendschappelijk | 3          | 0                                          | 0           |

Laatste aanpassing op 7 september 2018